# 八大峡街道
八大峡街道是中华人民共和国山东省青岛市市南区下辖的一个街道。

## 行政区划
八大峡街道下辖西镇社区、 挪庄社区、台西社区、 西藏路社区、八大峡社区、团岛社区。

## 人口
2010年中国第六次人口普查时，八大峡街道共有人口21039人。共有家庭6910户，平均每户2.75人。14岁以下的少年儿童共2212人，占总人口10.51%；15-64岁人口共15618人，占总人口74.23%；65岁及以上的老年人共3209人，占总人口的15.25%。男性共计10415人，占总人口49.50%；女性共计10624，占总人口50.49%。本地居住的人口中，拥有本地户籍的人口为14866人，占70.65%。